# أورلاندو بوش
أورلاندو بوش (بالإسبانية: Orlando Bosch Ávila)‏ كان من المنفيين الكوبيين، من المنظمين السابقين في وكالة المخابرات المركزية، ورئيس تنسيق المنظمات الثورية المتحدة، والتي صنفها مكتب التحقيقات الفدرالي بأنها «مظلة إرهابية ضد كاسترو منظمة». ووصف النائب العام السابق للولايات المتحدة ديك ثورنبرج بوش بأنه «إرهابي غير سائب». [3] واتهم بالاشتراك في عملية كوندور وعدة هجمات إرهابية، منها قصف طائرة مدنية كوبية في 6 تشرين الأول / أكتوبر 1976 قتل فيها جميع الأشخاص ال 73 الذين كانوا على متنها، بمن فيهم العديد من الشباب من أعضاء فريق المبارزة الكوبية وخمسة من الكوريين الشماليين. ويزعم أن التفجير تم التخطيط له في اجتماع عقد في واشنطن في عام 1976 حضره بوش ولويس بوسادا كاريليس وعامل دينا مايكل تاونلي. وفي الاجتماع نفسه، يدعى ان اغتيال وزير الخارجية الشيشانى السابق اورلاندو ليتيليه قد تم رسمه. وكان بوش قد منح ملاذا آمنا داخل الولايات المتحدة عام 1990 من قبل الرئيس جورج بوش الذي قام في عام 1976 برئاسة وكالة الاستخبارات المركزية رفض عرض كوستاريكا بتسليم بوش.